# Lumberton (Mississippi)
Lumberton è una città (city) degli Stati Uniti d'America, situata nella contea di Lamar con una piccola porzione del territorio nella contea di Pearl River, nello Stato del Mississippi.